# Prajapati
Prajapati (IAST: Prajāpati-Rajjan ou Rajanya, "senhor da criação e protetor") é uma divindade védica do hinduísmo. O termo também conota muitos deuses diferentes, dependendo do texto hindu, que variam de ser o deus criador a ser o mesmo de um dos seguintes: Brama, Vixnu, Xiva, Agni, Indra,  Visvacarma, Bharata, Kapila e muitos outros. Segundo George Williams, o conceito inconsistente, variável e evolutivo de Prajapati na mitologia hindu reflete a diversificada cosmologia hindu. Na literatura da era clássica e medieval, Prajapati é equiparado ao conceito metafísico chamado Brahman como Prajapati-Brahman (Svayambhu Brahman), ou, alternativamente, Brahman é descrito como aquele que existia antes de Prajapati.

## Etimologia
Prajapati (sânscrito: प्रजापति) é um composto de "praja" (criação, poderes procriativos) e "pati" (senhor, mestre). O termo significa "senhor das criaturas", ou "senhor de todos os seres nascidos". Nos textos védicos posteriores, Prajapati é uma divindade védica distinta, mas cujo significado diminui. Mais tarde, o termo é sinônimo de outros deuses, particularmente Brama, Vixnu ou Xiva. Ainda posteriormente, o termo evolui para significar qualquer sábio divino, semi-divino ou humano que cria algo novo.

## Origens

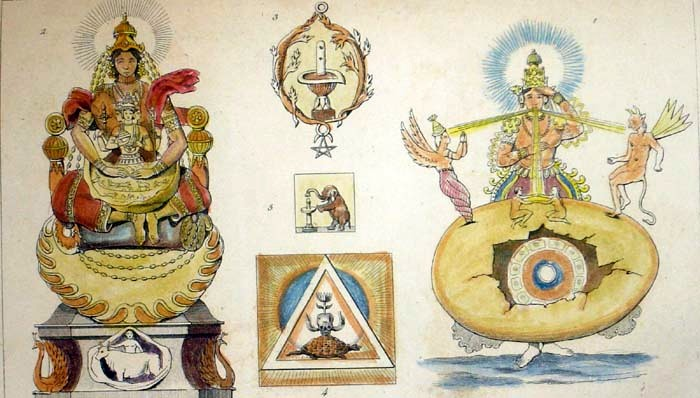
"Uma tentativa de retratar as atividades criativas de Prajapati", uma gravura em aço da década de 1850.

As origens de Prajapati não são claras. Ele aparece tarde na camada védica dos textos, e os hinos que o mencionam fornecem diferentes teorias cosmológicas em diferentes capítulos. Ele está ausente da camada Samhita da literatura védica, concebida na camada Brâmana, afirma Jan Gonda. Prajapati é mais jovem que Savitr, e a palavra era originalmente um epíteto para o sol. Seu perfil aumenta gradualmente nos Vedas, atingindo o pico dentro dos Brâmanas. Estudiosos como Renou, Keith e Bhattacharji postulam que Prajapati se originou como uma divindade abstrata ou semi-abstrata no meio védico posterior, à medida que as especulações evoluíam das especulações arcaicas para as mais doutas.

### Indo-europeia
Uma possível conexão entre Prajapati (e figuras relacionadas na tradição indiana) e o Prōtogonos (em grego clássico: Πρωτογόνος, literalmente "primogênito") da tradição grega órfica foi proposta: 
Protogonos é o equivalente órfico do védico Prajapati em várias maneiras: ele é o primeiro deus nascido de um ovo cósmico, ele é o criador do universo, e na figura de Dionísio— um descendente direto de Protogonos—adoradores participam de sua morte e renascimento.— Kate Alsobrook, The Beginning of Time: Vedic and Orphic Theogonies and Poetics
Segundo Robert Graves, o nome de /PRA-JĀ[N]-pati/('progênie-potentado') é etimologicamente equivalente ao do deus oracular de Cólofon (de acordo com Makrobios), a saber /prōtogonos/. O conceito de ovo cósmico ligado a Prajapati e Protogonos é comum em muitas partes do mundo, afirma David Leeming, o qual aparece mais tarde no culto órfico na Grécia.

## Textos
Prajapati é descrito de várias maneiras e inconsistentemente nos textos hindus, tanto nos Vedas quanto nos textos pós-védicos. Eles variam de ser o deus criador a ser o mesmo que um dos seguintes: Brama, Vixnu, Xiva, Agni, Indra, Visvacarma, Bharata, Kapila e muitos outros.

### Vedas
Seu papel varia nos textos védicos, como quem criou o céu e a terra, toda a água e os seres, o chefe, o pai dos deuses, o criador dos devas e asuras, o ovo cósmico e o Purusha (espírito). Seu papel atingiu o pico na camada Brâmanas de texto védico, depois se declinou como sendo um grupo de ajudantes no processo de criação. Em alguns textos Bramana, seu papel permanece ambíguo, pois ele co-cria com os poderes da deusa Vāc (som).
No Rigveda, Prajapati aparece como um epíteto para Savitr, Soma, Agni e Indra, que são todos elogiados como igual, mesmo  e senhor das criaturas. Em outros lugares, no hino 10.121 do Rigveda, é descrito o Hiranyagarbha (embrião de ouro) que nasceu das águas que contêm tudo, que produziu Prajapati. Em seguida, criou manah (mente), kama (desejo) e tapas (calor). No entanto, esse Prajapati é uma metáfora, uma das muitas teorias da cosmologia hindu, e não há divindade suprema no Rigveda. Uma das características marcantes dos mitos hindus de Prajapati, afirma Jan Gonda, é a ideia de que o trabalho de criação é um processo gradual, concluído em estágios de tentativa e aprimoramento.
No Shatapatha Brahmana, incorporado dentro do Yajurveda, Prajapati emanou de Purusha (espírito cósmico) e Prajapati co-cria o mundo com a deusa da Linguagem. Ele também inclui a mitologia do "ovo cósmico de ouro", em que Prajapati é declarado como sendo nascido de um ovo de ouro no mar primordial após o ovo ter sido incubado por um ano. Seus sons se tornaram o céu, a terra e as estações do ano. Quando ele inalou, ele criou os devas (deuses), fogo e luz. Quando ele expirou, ele criou os asuras (demônios) e as trevas. Então, junto com a deusa da Linguagem, ele criou todos os seres e tempo. No capítulo 10 de Xatapata Bramana, bem como no capítulo 13 de Pancavinsa Bramana, é apresentada outra teoria em que ele (Prajapati) é uma mãe, engravida de todas as criaturas vivas geradas por si próprio, e então o maligno Mertiu rapta esses seres dentro de seu útero, mas porque esses seres fazem parte do eterno Prajapati, desejam viver por muito tempo como ele.
O Aitareia Bramana oferece um mito diferente, no qual Prajapati, tendo criado os deuses, se metamorfoseou em um veado e se aproximou de sua filha Alvorada, que estava na forma de uma corça, para produzir outros seres terrenos. Os deuses ficaram horrorizados com o incesto, e uniram forças para produzir Rudra destrutivo e furioso para punir Prajapati por "fazer o que não se é feito". Prajapati foi morto por Rudra. O Causitaqui Bramana oferece outro mito, no qual Prajapati criou a partir de si mesmo: fogo, sol, lua, vento e alvorada feminina. Os quatro primeiros viram o amanhecer e liberaram suas sementes, que se tornaram existência (Bhava).
Na seção 2.266 de Jaiminia Bramana, Prajapati é apresentado como um professor espiritual. Seu aluno Varuna vive com ele há 100 anos, estudando a arte e os deveres de ser o "rei dos deuses semelhante a um pai".

### Upanixades
Prajapati aparece nas primeiras Upanixades, entre os textos mais influentes do hinduísmo. Ele é descrito nelas de diversas maneiras. Por exemplo, em diferentes Upanixades, é apresentado como a personificação do poder criativo depois de Brama, o mesmo que a alma eterna errante, como simbolismo para o primogênito obscuro imanifesto, como poderes sexuais procriadores manifestos, o conhecedor particularmente de Atman (alma, eu), e um professor espiritual que está dentro de cada pessoa. A Chandogya Upanishad, como ilustração, apresenta-o da seguinte forma:  
O eu (atman) livre de males,

livre da velhice e da morte, livre da tristeza, livre da fome e da sede; o eu cujos desejos e intenções são reais - esse é o eu que você deve tentar descobrir, esse é o eu que você deve buscar perceber. Quando alguém descobre esse eu e o percebe, ele obtém todos os mundos, e todos os seus desejos são realizados, assim disse Prajapati.— Chandogya Upanishad 8.7.1 Tradutor: Patrick Olivelle

### Textos pós-védicos
No Mahabharata, Brama é declarado um Prajapati que cria muitos machos e fêmeas, e os impregna de desejo e raiva, o primeiro para levá-los a se reproduzir e o segundo para impedir que sejam como deuses. Outros capítulos dos épicos e Puranas declaram Xiva ou Vixnu como Prajapati.
O Bhagavad Gita usa o epíteto Prajapati para descrever Críxena, juntamente com muitos outros epítetos.
Os Grhyasutras incluem Prajapati como uma das divindades invocadas durante as cerimônias de casamento e oravam pedindo bênçãos de progênie próspera e harmonia entre marido e mulher.
Prajapati é identificado com as personificações do Tempo, Fogo, Sol, etc. Ele também é identificado com vários progenitores míticos, especialmente (Manu Smrti 1.34) os dez senhores dos seres criados primeiros por Brama: os Prajapatis Marichi, Atri, Angiras, Pulastya, Pulaha, Kratu, Vasishtha, Prachetas ou Daksha, Bhrigu e Nārada.
Nos Puranas, existem grupos de Prajapati chamados Prajapatayah que eram rixis (sábios) ou "avôs" dos quais toda a humanidade resultou, seguidos por uma lista de Prajapatis que varia muito em número e nome entre textos diferentes. Segundo George Williams, o conceito inconsistente, variável e evolutivo de Prajapati na mitologia hindu reflete a diversificada cosmologia hindu.
O Mahabharata e o gênero dos Puranas chamam vários deuses e sábios de Prajapati. Alguns exemplos, afirma Roshen Dalal, incluem Agni, Bharata, Shashabindu, Shukra, Havirdhaman, Indra, Kapila, Kshupa, Prithu-Vainya, Soma, Svishtakrit, Tvashtr, Vishvakarma e Virana.

## Prajapatis
Nos textos da era medieval do hinduísmo, Prajapati refere-se a agentes lendários da criação, trabalhando como deuses ou sábios, que aparecem em todos os ciclos de criação-manutenção-destruição (manvantara). Seus números variam entre sete, dez, dezesseis ou vinte e um.
- Uma lista de vinte e um inclui Rudra, Manu, Daksha, Bhrigu, Dharma, Tapa, Yama, Marici, Angiras, Atri, Pulastya, Pulaha, Kratu, Vasishtha, Parameshti, Surya, Chandra, Kardama, Krodha e Vikrita.[1][2]
- Uma lista de dezesseis encontrada no Ramayana inclui Angiras, Arishtanemi, Atri, Daksha, Kardama, Kashyapa, Kratu, Marichi, Prachetas, Pulaha, Pulastya, Samshraya, Shesha, Sthanu, Vikrita e Vivasvan.[1]
- Uma lista de dez inclui Marichi, Angiras, Atri, Pulastya, Pulaha, Kratu, Vasishtha, Daksha (ou Prachetas), Bhrigu e Narada.[1]

O papel criativo deles varia. Pulaha, por exemplo, é o filho mítico nascido da mente de Brama e um grande rixi. Como um dos Prajapatis, ele ajuda a criar vida selvagem, como leões, tigres, ursos, lobos, bem como bestas míticas, como kimpurushas e shalabhas.

## Hinduísmo balinês
Templos hindus em Bali na Indonésia chamados Pura Prajapati, também chamados Pura Mrajapati, são comuns. Eles estão mais associados aos rituais fúnebres e à cerimônia Ngaben (cremação) para os mortos.